# Bobova
Bobova (Servisch cyrillisch Бобова) is een plaats in de Servische gemeente Valjevo. De plaats telt 391 inwoners (2002).

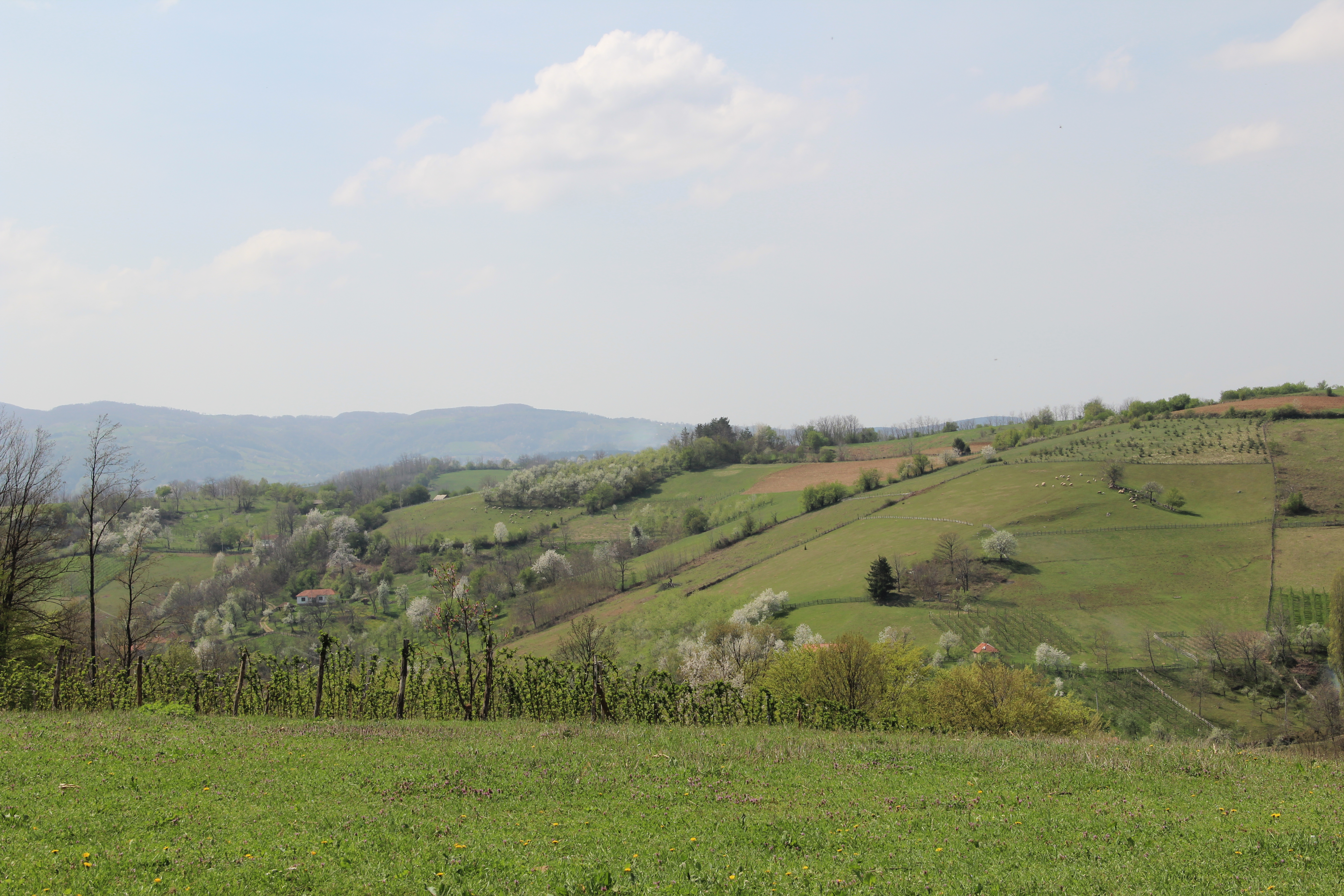
Bobova - panorama
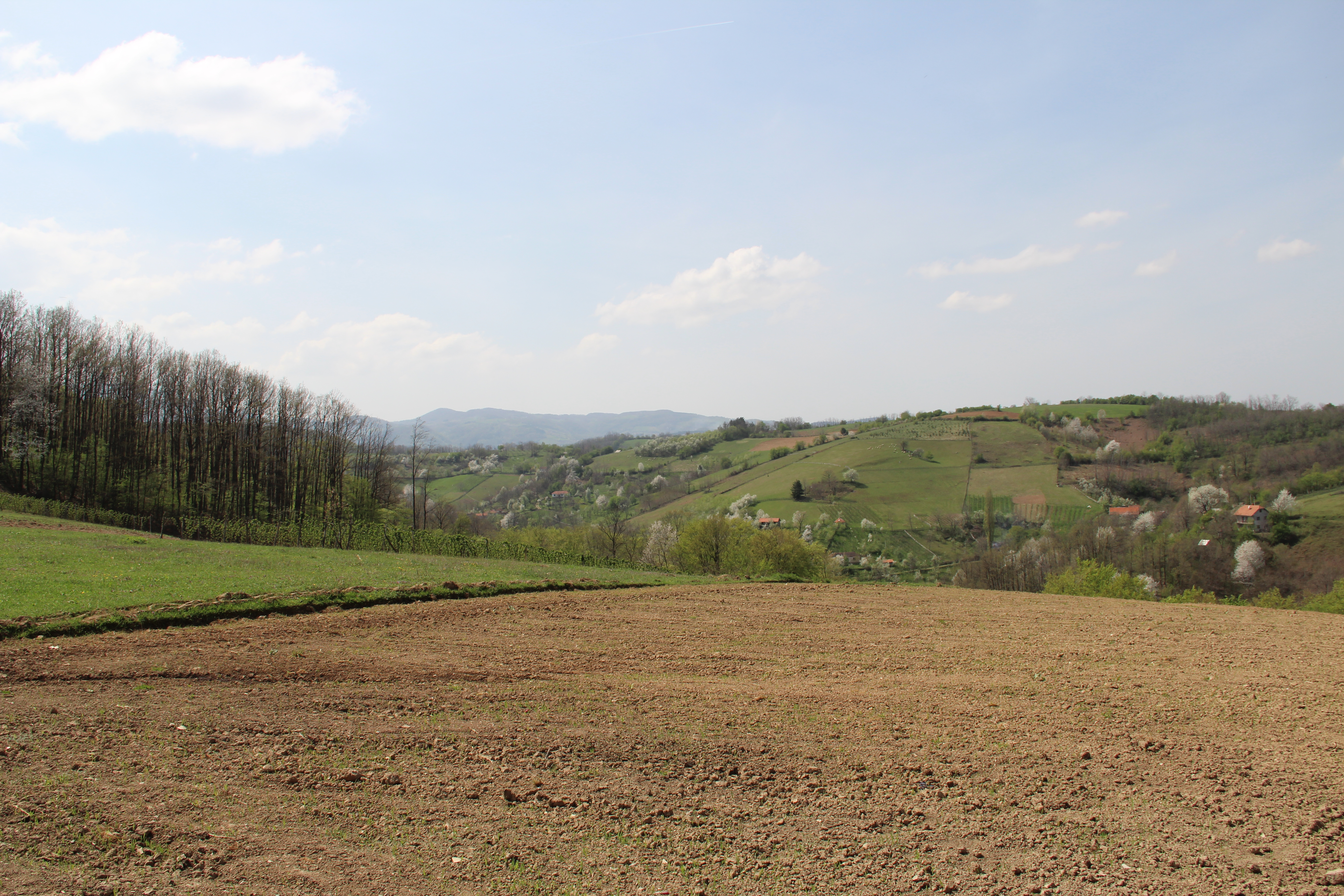
Bobova - panorama
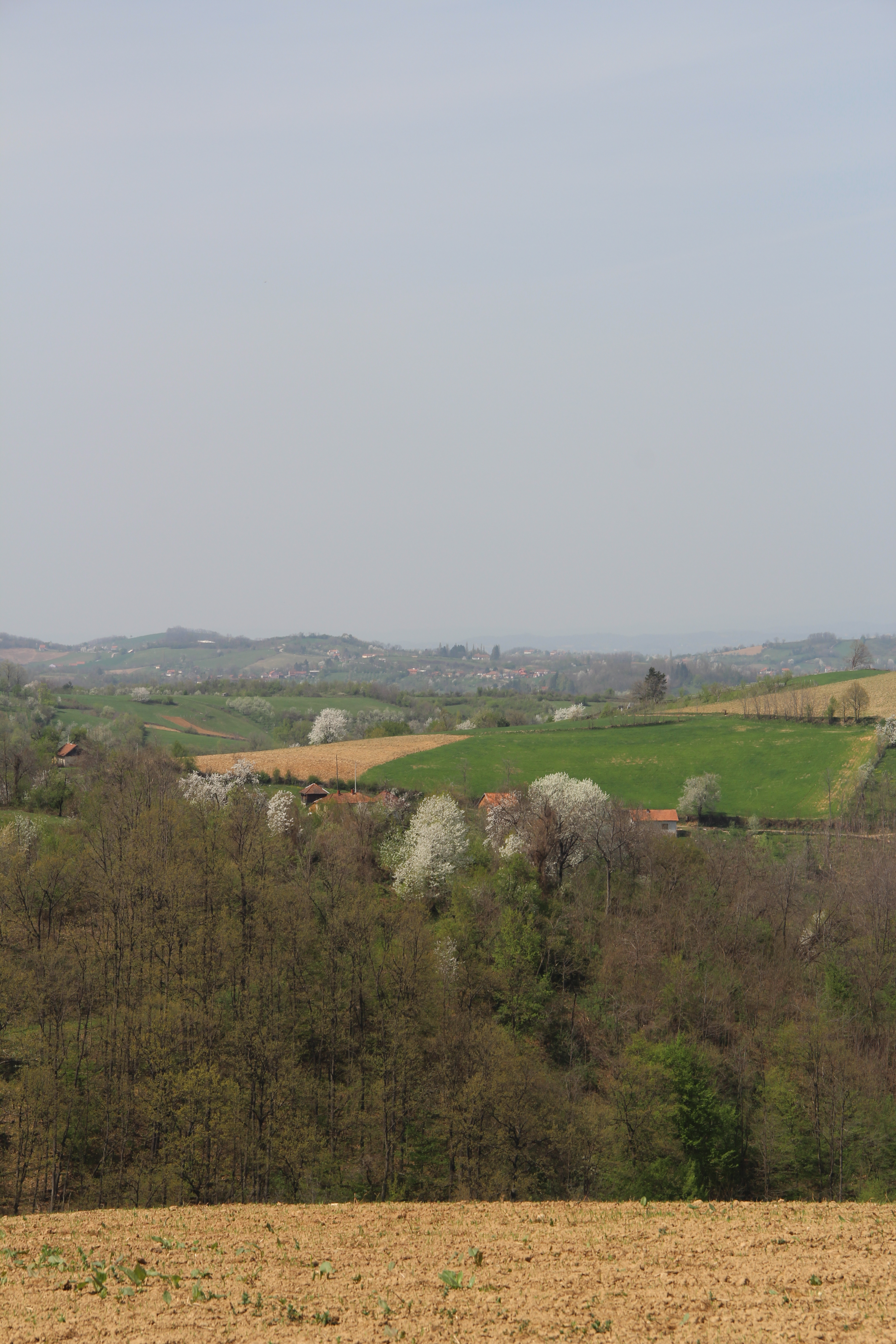
Bobova - panorama
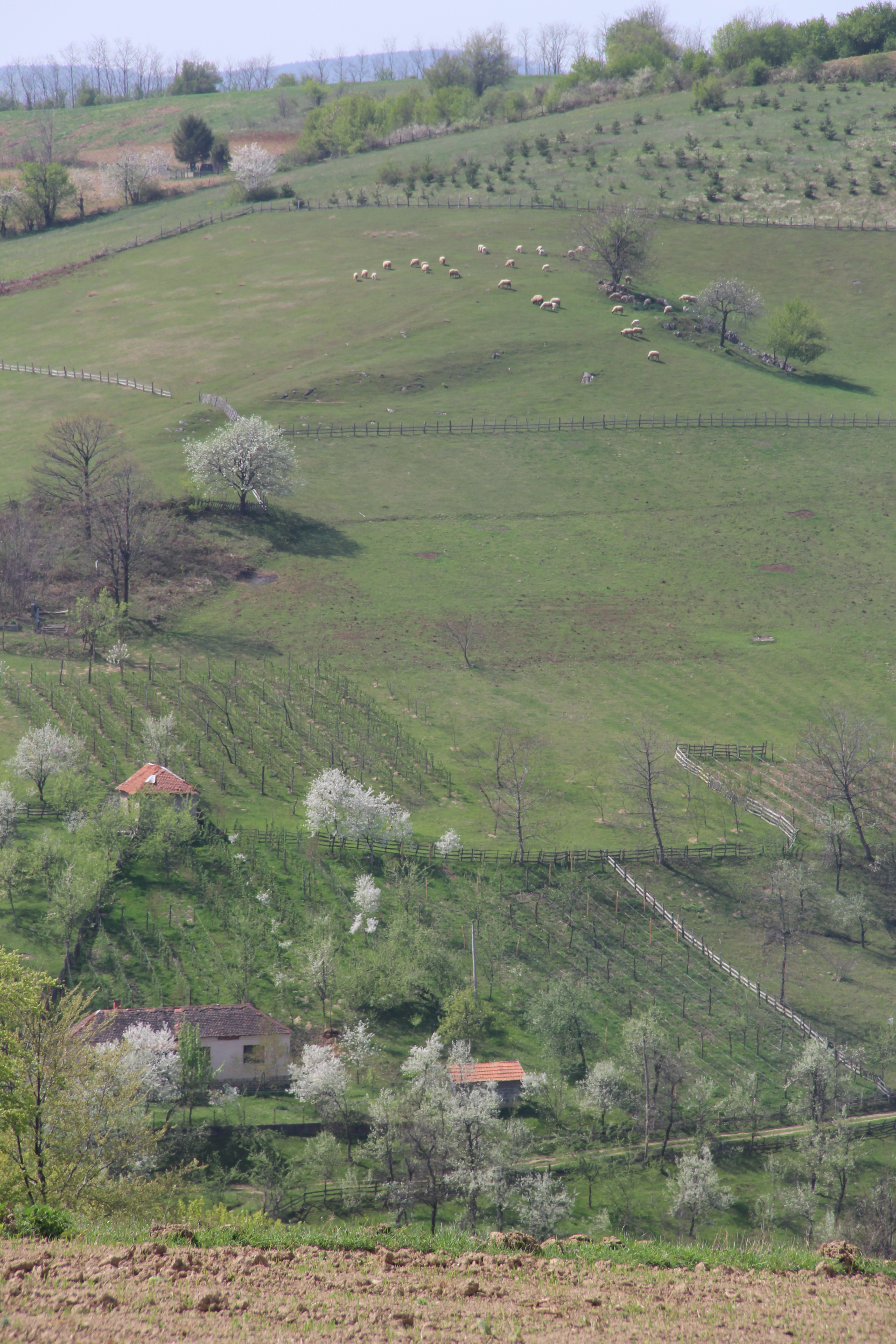
Bobova - panorama
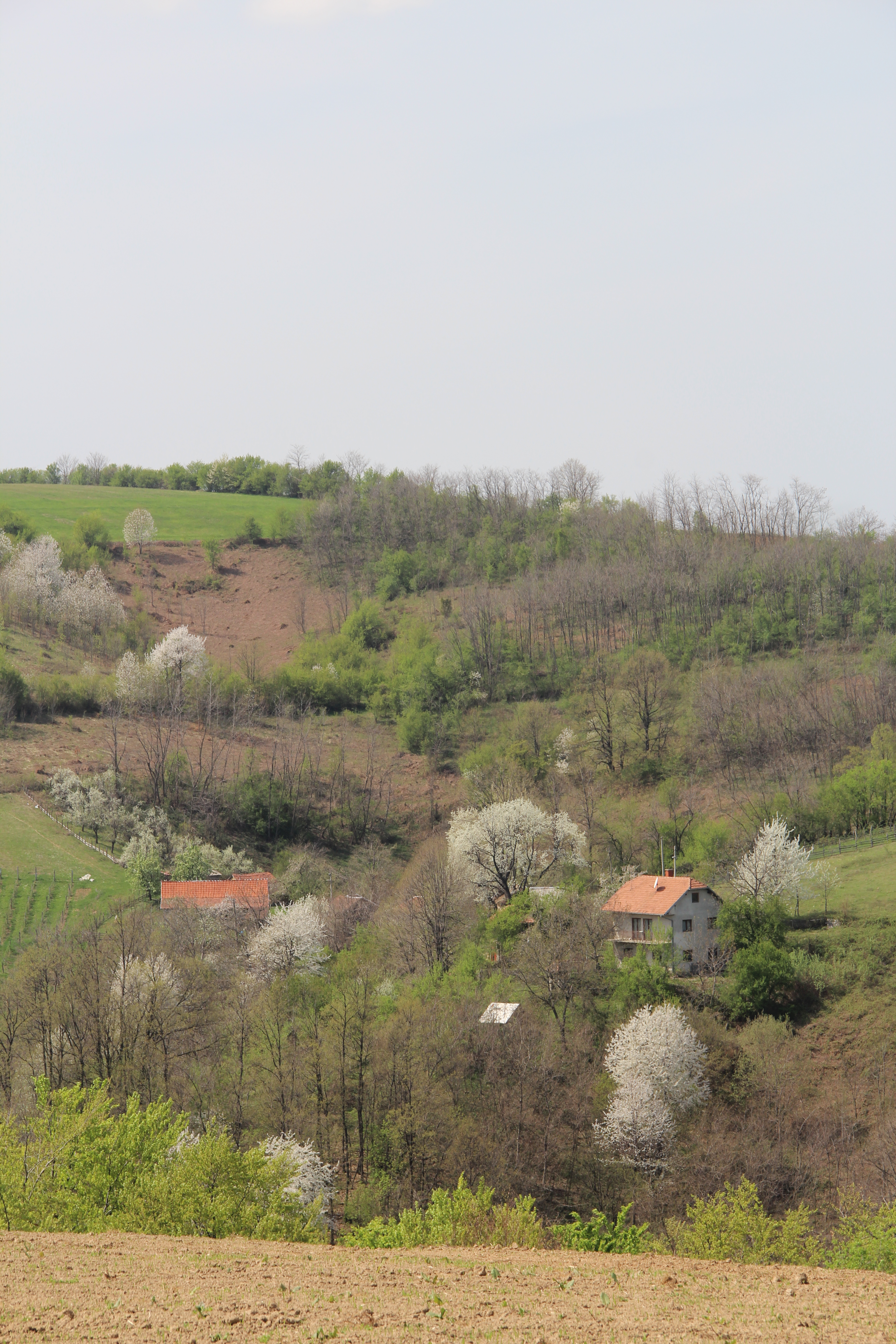
Bobova - panorama
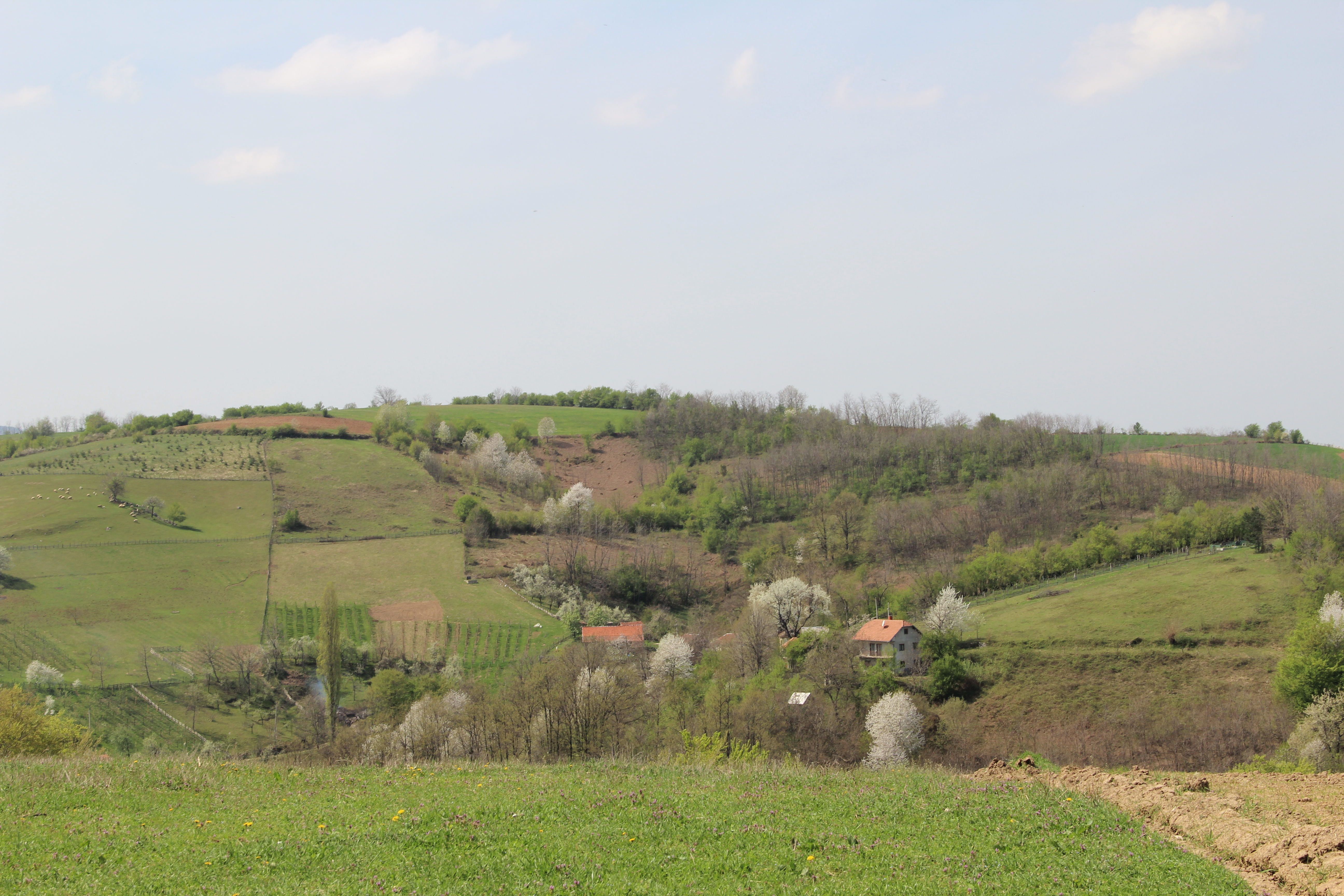
Bobova - panorama
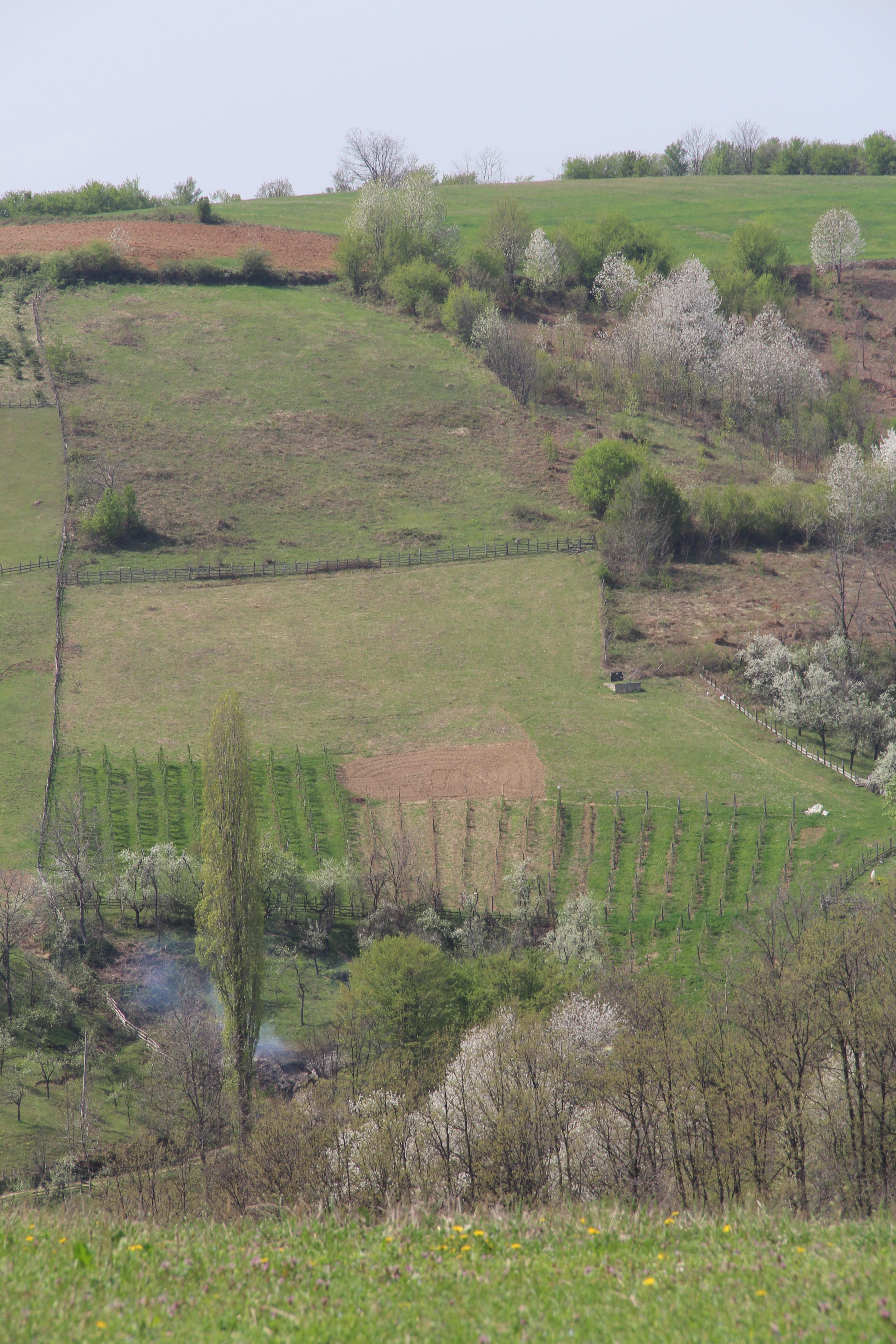
Bobova - panorama
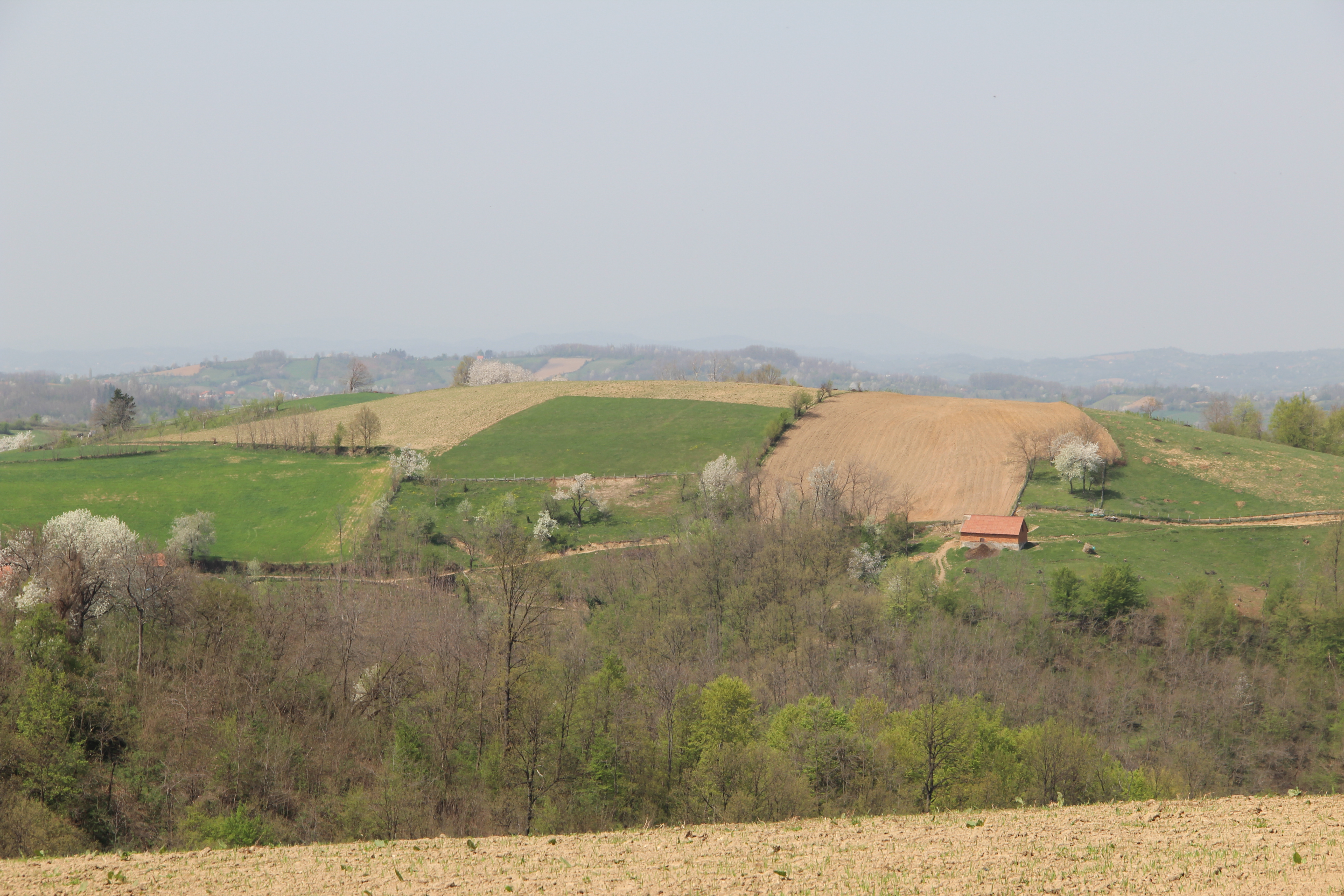
Bobova - panorama